# Poznańska szkoła geograficzna
Poznańska szkoła geograficzna – szkoła naukowa wywodząca się z grupy polskich geografów pracujących w Uniwersytecie im. Adama Mickiewicza w Poznaniu, skupionych wokół prof. Zbyszka Chojnickiego.
Powstanie poznańskiej szkoły geograficznej miało miejsce na przełomie lat 50. i 60. XX wieku i było ściśle związane z rewolucją ilościową dokonującą się wówczas w naukach geograficznych. Celem działania szkoły było rozwijanie i stosowanie złożonych metod matematyczno-statystycznych w badaniach geograficznych. Przedstawiciele szkoły wprowadzili do metodologii i metodyki polskiej geografii m.in.: metodę grawitacji i potencjału; metody wielowymiarowej analizy statystycznej; metody typologii i klasyfikacji; elementy analizy grafowej. W pracach poznańskich geografów stosowano elementy teorii zbiorów rozmytych i przybliżonych, a także geometrię fraktalną. Rozkwit szkoły przypadł na lata 70. XX wieku, a jej najbardziej znanymi przedstawicielami byli: Zbyszko Chojnicki, Teresa Czyż, Ryszard Domański, Zdzisław Kamiński, Kazimierz Polarczyk, Jerzy Parysek, Waldemar Ratajczak, Henryk Rogacki. Poza szkołą poznańską geografia ilościowa była rozwijana, choć w mniejszym zakresie, w ośrodku warszawskim i wrocławskim.
Pod koniec lat 90. i na początku XXI wieku w związku z rozpowszechnieniem się Systemów Informacji Geograficznej, nastąpiło ponowne ożywienie badań o charakterze ilościowym. Problematyka badań koncentruje się na rozwijaniu metod statystyki i ekonometrii przestrzennej. Należą do nich: badania nad autokorelacją przestrzenną, przestrzenne modele regresyjne z opóźnieniem, modele czasowo-przestrzenne, filtrowanie danych. Badania te są prowadzone przez grupę młodych geografów, należących do tzw. drugiego pokolenia poznańskiej szkoły geograficznej.